# Daveed Diggs
Daveed Diggs (Oakland, 24 gennaio 1982) è un attore e rapper statunitense.
Nel 2015 ha debuttato a Broadway nel musical Hamilton, in cui interpreta Gilbert du Motier de La Fayette nel primo atto e Thomas Jefferson nel secondo. Per la sua performance nel musical ha vinto il Tony Award al miglior attore non protagonista in un musical, il Theatre World Award, il Lucille Lortel Award al miglior attore non protagonista in un musical ed è stato candidato al Drama League Award. Assieme a tutto il cast si è inoltre aggiudicato un Grammy Award.

## Biografia
Diggs nasce ad Oakland, in California. Dopo essersi diplomato alla Berkeley High School, frequenta l'Università Brown dove si laurea nel 2004. Durante il primo anno di università riceve un premio per l'impegno dedicato alla specialità dei 110 metri ostacoli e nell'anno successivo batte il record della Brown University con il tempo di 14,21 secondi. In seguito alla laurea torna ad Oakland per insegnare poesia e recitazione.

### Musica
Diggs abbandona il suo ruolo da insegnante nel 2012 per dedicarsi al gruppo rap e hip hop sperimentale "clipping.", fondato nel 2009 da William Hutson e Jonathan Snipes.
Diventa vocalista del gruppo nel 2010 e contribuisce alla scrittura e composizione dei brani dei due album Midcity, rilasciato nel loro sito il 5 febbraio 2013, e CLPPNG, prodotto sotto l'etichetta Sub Pop Records e pubblicato il 10 giugno 2013. Recentemente il gruppo ha lavorato su un nuovo album, Wriggle, reso pubblico il 14 giugno 2016.
Nel 2010 collabora con Rafael Casal per l'album The BAY BOY Mixtape. Nel 2012 rilascia il suo primo album Small Things to a Giant Man, una collezione di 11 brani registrati l'anno precedente in vari studi con la collaborazione di Gunjan Patel, Radproductionz, Rafael Casal ed altri rapper. Insieme agli altri membri della True Neutral Crew (Brian Kinsman, Margot Padilla e Signor Benedick the Moon) pubblica due album: #MONSANTO nel 2013 e #POPPUNK nel 2014.
Prima di essere scritturato per la parte di Thomas Jefferson e del marchese de Lafayette in Hamilton, Diggs entra a far parte del gruppo freestyle rap di Lin-Manuel Miranda e Thomas Kail, Freestyle Love Supreme.
Nel dicembre 2020 scrive una canzone per la festività ebraica di Hanukkah in collaborazione con Disney Channel, intitolata Puppy for Hanukkah.

### Televisione
Diggs ha avuto ruoli ricorrenti nelle serie The Get Down, Black-ish e Unbreakable Kimmy Schmidt. È anche apparso in due episodi di Law & Order - Unità vittime speciali. Nel 2017 è stato produttore esecutivo della serie The Mayor, per cui ha anche recitato e scritto la colonna sonora. Dall'inizio del 2017, Diggs ha interpretato uno dei fratelli di Mr. Noodle nel segmento Il mondo di Elmo del programma educativo per ragazzi Sesamo apriti.
All'inizio del 2018 è apparso in diversi spot televisivi per il servizio di pagamento digitale Zelle. Nel 2020 ha iniziato a recitare nell'adattamento televisivo di Snowpiercer, nel ruolo del protagonista Andre Layton. Ha anche recitato nel ruolo di Frederick Douglass nella miniserie The Good Lord Bird - La storia di John Brown.

### Cinema
Diggs ha fatto il suo debutto cinematografico nel film d'animazione Disney Zootropolis, per il quale ha scritto e interpretato "Parlez Vous Rap". È apparso nel film Wonder del 2017, con Julia Roberts e Owen Wilson, in cui ha interpretato l'insegnante del protagonista, un ragazzo con una deformità facciale. Ha preso parte al film d'animazione del 2017 Ferdinand, in cui interpretava il personaggio Dos.
Insieme a Rafael Casal, Diggs ha co-scritto, co-prodotto e co-interpretato il film Blindspotting nel 2018, presentato in anteprima al Sundance Film Festival nel gennaio 2018. Ha ricevuto l'Innovator Award dell'Atlanta Film Festival ad aprile. Diggs e Casal hanno scritto il film nell'arco di nove anni. Diggs ha ricevuto elogi dalla critica per la sua interpretazione nel film. 
Ha inoltre doppiato Sebastian nel remake live-action di La sirenetta della Disney, in un film che ha riunito Diggs e Lin-Manuel Miranda, che ha co-scritto le nuove canzoni per il film.

### Teatro
Durante l'ultimo anno di università scrive e produce al Rites and Reason Theatre un musical rap ispirato dal romanzo Canne di Jean Toomer. Dopo la laurea partecipa al tour nazionale di Word Becomes Flesh e ad alcune produzioni locali di Shakespeare. Nel 2013 viene scelto da Lin-Manuel Miranda per interpretare Thomas Jefferson e il marchese de Lafayette in Hamilton, due ruoli caratterizzati dalle strofe rap più veloci nella storia di Broadway (con una media di 6,3 parole al secondo). Nel 2016 vince il Tony Award al miglior attore non protagonista in un musical e un Grammy Award assieme a tutto il cast del musical.

## Filmografia parziale

### Attore

#### Cinema
- Rock Hard: The Rise and Fall and Rise of Sexual Detergent, regia di Neil Davis – cortometraggio (2010)
- Wonder, regia di Stephen Chbosky (2017)
- Blindspotting, regia di Carlos Lopez Estrada (2018)
- Velvet Buzzsaw, regia di Dan Gilroy (2019)
- Hamilton, regia di Thomas Kail (2020)
- Il nido dello storno (The Starling), regia di Theodore Melfi (2021)
- I ragazzi della Nickel (Nickel Boys), regia di RaMell Ross (2024)

#### Televisione
- Law & Order - Unità vittime speciali (Law & Order: Special Victims Unit) – serie TV, episodi 17x05-17x13 (2015-2016)
- The Get Down – serie TV, 10 episodi (2016-2017)
- Black-ish – serie TV, 11 episodi (2016-2018, 2022)
- Unbreakable Kimmy Schmidt – serie TV, episodi 3x02-3x06-3x11 (2017)
- Undone – serie TV, 6 episodi (2019)
- Snowpiercer – serie TV, 30 episodi (2020-2024)
- The Good Lord Bird - La storia di John Brown (The Good Lord Bird) – miniserie TV, puntate 03-05-07 (2020)

### Doppiatore
- Ferdinand, regia di Carlos Saldanha (2017)
- Prosciutto e uova verdi (Green Eggs and Ham) – serie animata, episodio 1x07 (2019)
- Soul, regia di Pete Docter (2020)
- DC League of Super-Pets, regia di Jared Stern (2022)
- La sirenetta (The Little Mermaid), regia di Rob Marshall (2023)
- Trolls 3 - Tutti insieme (Trolls Band Together), regia di Walt Dohrn (2023)

### Compositore
- Zootropolis, regia di Rich Moore e Byron Howard (2016) – paroliere

## Discografia
- The Monster (2009) - collaborazione con Rafael Casal
- The BAY BOY Mixtape (2010) - collaborazione con Rafael Casal
- Dba118 EP (2012) - con clipping.
- Small Things to a Giant (2012)
- Mean Ones (2012) - collaborazione con Rafael Casal
- Midcity (2013) - con clipping.
- #MONSANTO EP (2013) - con True Neutral Crew
- #POPPUNK EP (2014) - con True Neutral Crew
- Something They Don't Know b/w Mouth (2014) -singolo; con clipping.
- CLPPNG (2014) - con clipping.
- Hamilton (2015)
- Wriggle EP (2016) - con clipping.
- REMXNG EP (2016) - con clipping.

## Doppiatori italiani
Nelle versioni in italiano delle opere in cui ha recitato, Daveed Diggs è stato doppiato da:
- Andrea Mete in Wonder, Snowpiercer, I ragazzi della Nickel
- Gianluca Crisafi in Blindspotting, Blindspotting - La serie
- Enrico Chirico in Black-ish
- Simone Crisari in Velvet Buzzsaw
- Gabriele Sabatini in The Good Lord Bird - La storia di John Brown
- Davide Albano in Il nido dello storno

Da doppiatore è sostituito da:
- Niccolò Guidi in Ferdinand
- Marco Bassetti in Undone
- Lorenzo Crisci in Soul
- Andrea Mete in Central Park
- Fabrizio De Flaviis in DC League of Super-Pets
- Mahmood in La sirenetta
- Gabriele Sabatini in Trolls 3 - Tutti insieme (dialoghi)
- Michele Ranieri in Trolls 3 - Tutti insieme (canto)